# Федорівка (зупинний пункт, Одеська залізниця)
Фе́дорівка — залізничний зупинний пункт Знам'янської дирекції Одеської залізниці.
Розташований неподалік від села Веснянка Добровеличківського району Кіровоградської області на лінії Помічна — Чорноліська між станціями Помічна (7 км) та Новоукраїнка (11 км).
Станом на лютий 2020 року щодня чотири пари електропотягів прямують за напрямком Знам'янка-Пасажирська/Олександрія — Помічна/Одеса-Головна.